# Орешене (област Силистра)
 За другото българско село вижте Орешене (Област Ловеч).  
Орешене е село в Североизточна България. То се намира в община Дулово, област Силистра.

## География
Село Орешене се намира на 66,9 км от град Силистра, на 25,8 км от град Дулово, на 20,8 км от град Главиница и на 17,4 км от град Исперих.
Селото се намира на 386 км от столицата София и на 160,4 км от град Букурещ. Разположено е на територията на историко-географските области Южна Добруджа и Лудогорието.
Климатът е умереноконтинентален с много студена зима и горещо лято. Районът е широко отворен на север и на североизток. През зимните месеци духат силни, студени североизточни ветрове, които предизвикват снегонавявания. През лятото често явление е появата на силни сухи ветрове, които пораждат ерозия на почвата. Преобладаващата надморска височина е от 214 до 230 м. Почвите са плодородни – черноземи. Отглежда се главно пшеница, царевица и слънчоглед.

## История
Старото наименование на село Орешене е Керимлер (Kerimler). От 1913 до 1940 година, село Орешене попада в границите на Румъния, която тогава окупира Южна Добруджа. По силата на Крайовската спогодба село Орешене е върнато на България през 1940 г.

## Религии и етнически състав
Населението на село Орешене е съставено изцяло от етнически турци, изповядващи религията Ислям.
|         | Численост | дял в % |
| Общо    | 396       | 100,00% |
| ------- | --------- | ------- |
| Българи | 0         | 0%      |
| Турци   | 396       | 100,00% |
| Роми    | 0         | 0%      |